# Velence (jezioro)
Velence (węg. Velencei-tó) – jezioro pochodzenia tektonicznego położone w środkowej części Węgier (komitat Fejér).

## Położenie i charakterystyka
Jezioro Velence leży na przedłużeniu Balatonu w kierunku północno-wschodnim, na równinie Mezőföld, u południowych podnóży wzgórz Velence. Jego długość wynosi 10,8 km, szerokość – 3,3 km, powierzchnia – 26 km², przeciętna głębokość – 1,6 m, maksymalna głębokość – 2,0 m. Kilka kilometrów na zachód leży miasto Székesfehérvár. Północnym brzegiem jeziora przebiega autostrada M7, południowym – droga krajowa nr 7 i linia kolejowa.
Wody jeziora Velence są bogate w sole mineralne i wykazują pewne właściwości lecznicze. Nizinny, południowy brzeg jeziora, obfituje w piaszczyste plaże, zaś woda jeziora latem szybko się nagrzewa, osiągając nawet 26-28 °C. Te warunki spowodowały, że jezioro Velence jest centrum turystycznym i rekreacyjnym. Na południowym brzegu leżą liczne kurorty i kąpieliska, z których największe to Gárdony i Agárd. W mieście Velence działa muzeum rybołówstwa.

## Przyroda
Jezioro Velence jest w fazie zanikania. Jest bardzo płytkie, w dużej części porośnięte trzciną i szuwarami. Osobliwością jeziora są pływające wyspy tworzone przez zbite dywany roślin wodnych. Jezioro jest ostoją osiadłego ptactwa i miejscem odpoczynku dla ptaków wędrownych. W celu ochrony ptaków w południowej części jeziora, niemal całkowicie zarośniętej szuwarami, utworzono rezerwat przyrody. Nie przeszkadza to przemysłowej eksploatacji trzciny.

## Historia
Na pagórkowatym północnym brzegu, we wsi Pákozd, odkryto osiedle z epoki brązu. Na górującym nad tą wsią wzgórzu Mészeg stoi pomnik upamiętniający zwycięstwo węgierskich powstańców nad wojskami habsburskimi 29 września 1848 w bitwie pod Pákozd i muzeum tej bitwy, otoczone arboretum, oraz kaplica-pomnik żołnierzy armii węgierskiej poległych na froncie wschodnim podczas II wojny światowej (Honvéd-emlékmu).
W 1984 rozegrano tu żeglarskie Mistrzostwa świata w Klasie Cadet.

## Nazwa
Nazwa jeziora – Velence znaczy po węgiersku „Wenecja” – pochodzi od weneckich rzemieślników, osiedlonych w tej okolicy przez króla Macieja Korwina.